# Alvin (nome)
Alvin  è un nome proprio di persona inglese maschile.

## Varianti
- Maschili: Elvin[1], Elwin[2]
- Femminili: Alvina[1][3], Alvena[1], Elvina[1]

### Varianti in altre lingue
- Inglese antico: Alwin[3], Aylwin[3]
- Olandese: Alwin[4]
- Tedesco: Alwin[4]

## Origine e diffusione
È la forma medio inglese di uno dei seguenti nomi anglosassoni, tutti e tre rarificatisi dopo la conquista normanna:
- Æðelwine: da æðel ("nobile") e wine ("amico")[3][5]; in italiano è presente come Adalvino;
- Ælfwine: da ælf ("elfo") e wine ("amico")[3][6]; in italiano è presente come Alboino;
- Ealdwine: da eald ("vecchio") e wine ("amico")[7]; in italiano è presente come Alduino.

L'elemento wine, che caratterizza tutti e tre, si ritrova anche in Vinfredo ed Edvino. Il nome rimase sempre in uso, per quanto scarsamente, e venne riportato in voga nel XIX secolo, in parte riprendendo l'omonimo cognome, che condivide comunque la sua stessa origine.

## Onomastico
Il nome "Alvin" è privo di santo patrono, ovvero è adespota. L'onomastico può essere festeggiato il 1º novembre, festa di Ognissanti; si ricordano comunque, il giorno 3 maggio, un santo vescovo inglese, chiamato Æðelwine o Ealdwine (due dei nomi sopra citati).

## Persone

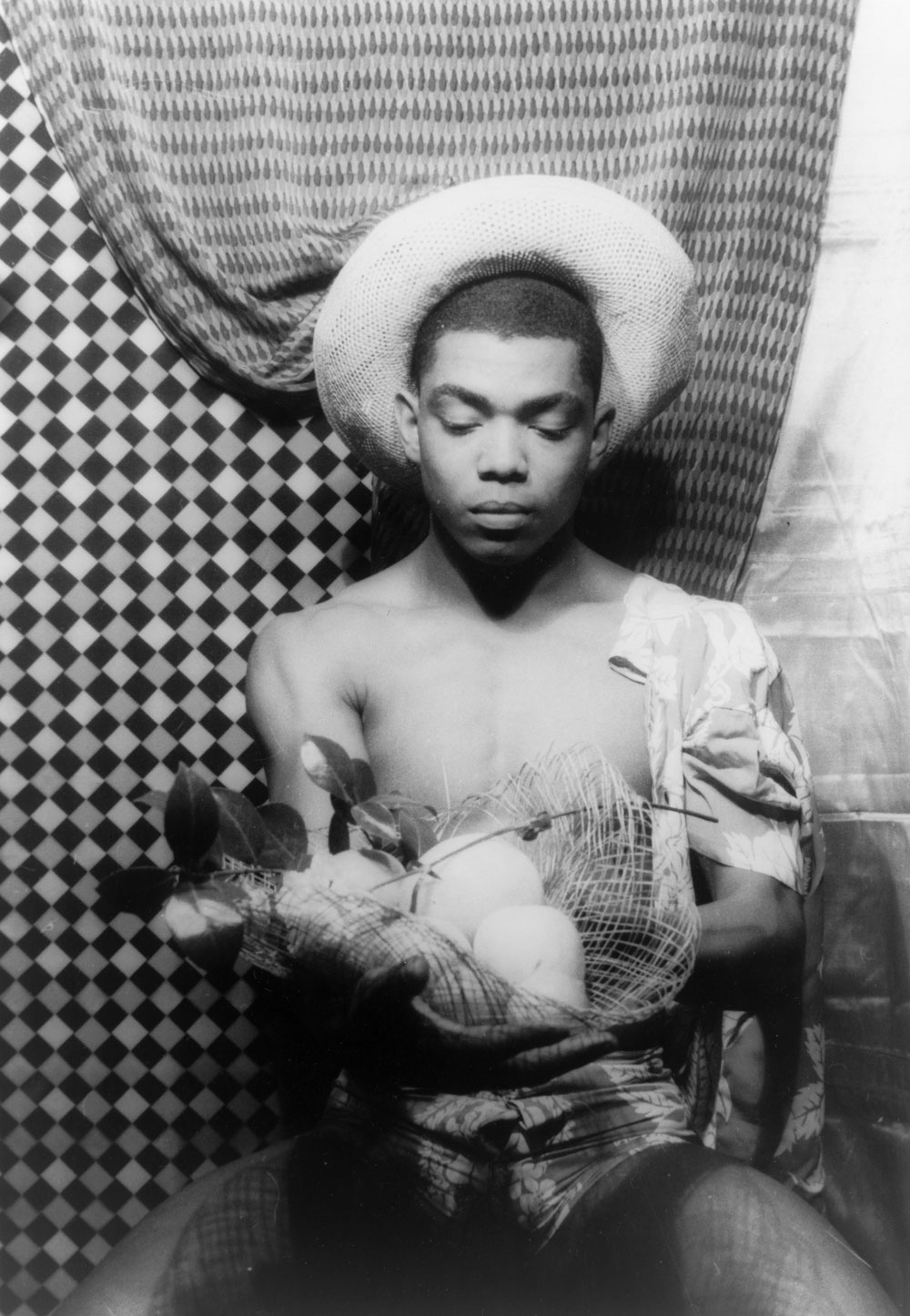
Alvin Ailey

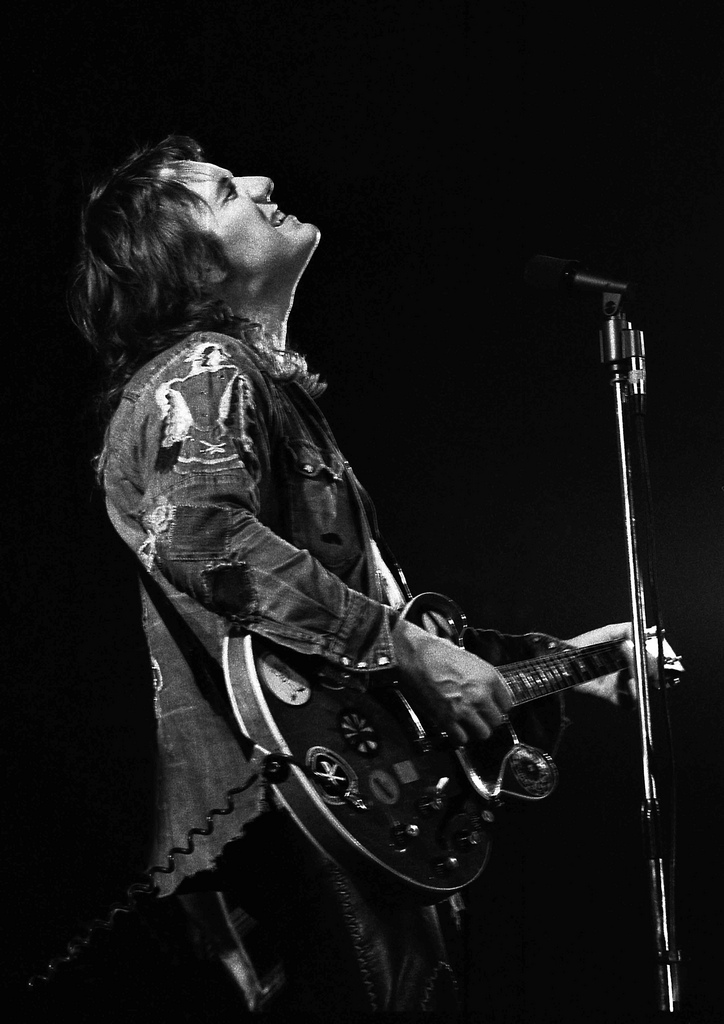
Alvin Lee

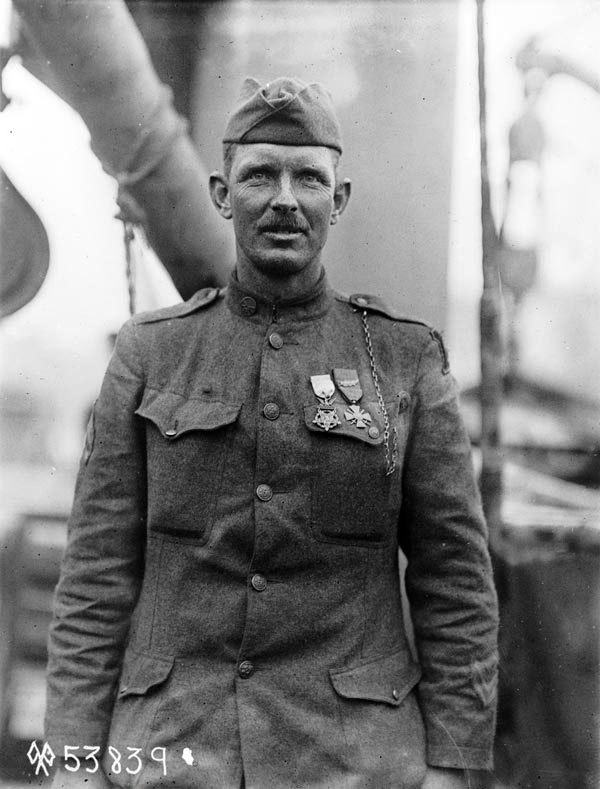
Alvin York

- Alvin, conduttore e personaggio televisivo italiano
- Alvin Ailey, ballerino e coreografo statunitense
- Alvin Curran, musicista e compositore statunitense
- Alvin Gouldner, sociologo e accademico statunitense
- Alvin Hansen, economista statunitense
- Alvin Harrison, atleta statunitense naturalizzato dominicano
- Alvin Kraenzlein, atleta statunitense
- Alvin Lee, chitarrista, cantante e compositore britannico
- Alvin Lucier, compositore statunitense
- Alvin Plantinga, filosofo, teologo ed educatore statunitense
- Alvin Robertson, cestista statunitense
- Alvin Eliot Roth, economista statunitense
- Alvin Toffler, scrittore statunitense
- Alvin M. Weinberg, fisico statunitense
- Alvin York, militare statunitense
- Alvin Young, cestista statunitense

### Variante Alwin
- Alwin Berger, botanico tedesco
- Alwin de Prins, nuotatore lussemburghese
- Alwin Nikolais, coreografo, direttore d'orchestra, compositore e regista statunitense
- Alwin Schockemöhle, cavaliere tedesco
- Alwin Seifert, architetto e scrittore tedesco
- Alwin Wagner, atleta tedesco

### Variante Alwyn
- Alwyn Howard Gentry, botanico statunitense
- Alwyn Lopez Jarreau, nome completo di Al Jarreau,cantante statunitense
- Alwyn MacArchill, nobile britannico
- Alwyn Morris, canoista canadese

### Variante Elvin
- Elvin Beqiri, calciatore albanese
- Elvin Bethea, giocatore di football americano statunitense
- Elvin Hayes, cestista statunitense
- Elvin Ivory, cestista statunitense
- Elvin Jones, batterista statunitense
- Elvin Ramírez, giocatore di baseball dominicano
- Elvin Yunusov, calciatore azero

## Il nome nelle arti
- Alvin Kurtzweil è un personaggio della serie televisiva X-Files.
- Alvin Seville è un personaggio della serie Alvin Superstar.